# Château de Champfleury (Arquenay)
Pour les articles homonymes, voir Champfleury.
Situé sur la commune d'Arquenay, à 4 km à l'ouest du bourg, le château de Champfleury se dresse à l'extrémité d'une longue allée. Il est proche du bois de Bergault, et comporte des douves. En son temps, Pierre-François Davelu la qualifiait de « château assez beau avec avenue qui aboutit au grand chemin de Sablé à Laval ». André René Le Paige signale « un château bien bâti, décoré de belles avenues, de promenades en charmilles et de fossés avec une chapelle fondée ».

## Description
Le château de Champfleury est orienté nord-sud. La façade sud présente un corps de logis flanqué de deux pavillons carrés. Elle compte un rez-de-chaussée, un étage et des combles, sans oublier les escaliers qui la précèdent. La façade opposée, qui donne sur les douves, est dotée d'un pavillon qui lui a été ajouté, selon la fantaisie de ses propriétaires. Surmonté d'un dôme et d'un clocheton où se balance encore la cloche, il renferme l'escalier. Outre un élégant escalier en tuffeau, un billard construit selon le goût de XIXe siècle, le château possède une cave voûtée qui conserve, été comme hiver, une température invariable de 14 °C.[réf. nécessaire]

## Histoire
D'après l'abbé Angot, la chapelle, dotée par François d'Arquenay en 1423, fut « décrétée le 5 avril 1429 ». Construite, puis bénite sous le vocable de saint Jacques, elle était d'abord chargée de quatre messes par semaine. Ces quatre messes furent portées à six par une nouvelle fondation de Lancelotte d'Hauteville, en juillet 1550. On demandait la conservation de ce sanctuaire en 1804.
La terre de Champfleury fut érigée en châtellenie en 1578. Elle englobait alors les seigneuries des paroisses d'Arquenay, Le Bignon et Maisoncelles. Propriété de la famille d'Arquenay dès 1418, le domaine échut à la famille d'Angennes, en 1567, à la suite du mariage de Julienne d'Arquenay (alors âgée de 15 ans) avec Nicolas d'Angenne. 
En 1652, Philippe de Bouillé, comte de Créance, et son épouse, Maris du Bois, achetèrent le château et les seigneuries annexes. Julien Chaudet, sieur de l'Étang, maître d'hôtel à Champfleury, y fut assassiné dans sa chambre par un domestique le 7 mars 1660.
Saisie en 1682, à la requête de Jean-Baptiste Colbert, ministre d'État, la châtellenie fut acquise, le 9 mai 1692, par Hyacinthe de Quatrebarbes, marquis de la Rongère et seigneur de Saint-Denis-du-Maine. 
Mais en 1708, une nouvelle vente permettait à Champfleury de devenir la propriété de René-François de Farcy, seigneur de Pont-Farcy, passant ainsi dans la famille de Farcy. On note parmi ses membres notables Camille-François-Philippe de Farcy.
À la suite de l'émigration de François-Annibal de Farcy, cette terre fut partiellement mise en vente comme bien national, le 7 thermidor An IV.
Jambe-d'Argent, le 28 septembre 1794, vient s'aboucher dans ses murs avec Monsieur Jacques. Le château fut aussi l'un des centres d'action du soulèvement de 1832. À cette époque, Camille de Farcy en était le châtelain.

## Source
« Château de Champfleury (Arquenay) », dans Alphonse-Victor Angot et Ferdinand Gaugain, Dictionnaire historique, topographique et biographique de la Mayenne, Laval, A. Goupil, 1900-1910 [détail des éditions] (BNF 34106789, présentation en ligne)